# The Fat of the Land
The Fat of the Land ist das dritte Studioalbum der britischen Big-Beat-Band The Prodigy aus dem Jahr 1997.

## Veröffentlichung
Die Erstveröffentlichung von The Fat of the Land erfolgte am 30. Juni 1997 bei XL Recordings. Dieses erschien auf CD und setzt sich aus zehn Titeln zusammen.  In den Vereinigten Staaten erschien das Album am 1. Juli 1997 bei Maverick Records. Am 18. August 2004 erschien eine japanische Sonderedition mit zwei Bonustiteln. Am 3. Dezember 2012 erschien eine sogenannte „15th Anniversary Edition“, die um die The Added Fat EP ergänzt wurde. Am 4. November 2022 erschien das Album in der Ausführung „25th Anniversary Edition on Silver Coloured Vinyl“ erstmals als LP-Format.

## Samples
Serial Thrilla basiert auf dem Sample eines Riffs von Skunk Anansie, Funky Shit beinhaltet einen Sample des Liedes Root Down der Beastie Boys. Fuel My Fire ist eine Coverversion eines L7-Liedes vom Album Hungry for Stink. Bei Smack My Bitch Up wurde ein Sample von der Band Ultramagnetic MC’s aus dem Lied Give The Drummer Some verwendet. Kool Keith, einer der Sänger dieser Band übernahm den Gesang bei diesem Lied. Bei Climbatize wird ein Sample von Egyptian Empire – The Horn Track benutzt.

## Begleitheft
Das Begleitheft besteht aus einem über mehrere Seiten ausgebreiteten Zitat von Rudolf Heß bzw. Hermann Göring (siehe „Kanonen statt Butter“).

“We have no butter, but I ask you, would you rather have butter or guns? Shall we import lard or steel? Let me tell you … Preparedness makes us powerful. Butter merely makes us fat.”

## Titelliste

### Original
1. Smack My Bitch Up (L. Howlett, M. Smith, C. Miller, K. Thornton, T. Randolph) – 5:42
2. Breathe (L. Howlett, Keith Flint, Maxim) – 5:35
3. Diesel Power (L. Howlett, K. Thornton) – 4:17
4. Funky Shit (L. Howlett) – 5:16
5. Serial Thrilla (L. Howlett, K. Flint, Skin, Arran) – 5:11
6. Mindfields (L. Howlett) – 5:40
7. Narayan (L. Howlett, Crispian Mills – Leadsänger von Kula Shaker) – 9:05
8. Firestarter (L. Howlett, K. Flint, T. Horn, A. Dudley, J. Jeczalik, P. Morley, G. Langan, K. Deal) – 4:40
9. Climbatize (L. Howlett) – 6:36
10. Fuel My Fire (D. Sparks, Walsh, James, Knight) – 4:19

### 2004 JP 2004 Edition
| Nr.          | Titel         |                   | Länge |
| ------------ | ------------- | ----------------- | ----- |
| 11.          | Molotov Bitch |                   | 04:54 |
| 12.          | No Man Army   | feat. Tom Morello | 04:45 |
| Gesamtlänge: | Gesamtlänge:  | Gesamtlänge:      | 66:07 |

### 2012 „15th Anniversary Expanded“ Edition
CD 1 enthält das Originalalbum remastered ohne Bonustracks.
| Nr.          | Titel                                 | Länge |
| ------------ | ------------------------------------- | ----- |
| 1.           | Smack My Bitch Up (Noisia Remix)      | 05:53 |
| 2.           | Firestarter (Alvin Risk Remix)        | 03:18 |
| 3.           | Breathe (Zeds Dead Remix)             | 04:36 |
| 4.           | Mindfields (Baauer Remix)             | 03:52 |
| 5.           | Breathe (The Glitch Mob Remix)        | 04:25 |
| 6.           | Smack My Bitch Up (Major Lazer Remix) | 05:06 |
| Gesamtlänge: | Gesamtlänge:                          | 27:10 |

## Singleauskopplungen
| Jahr | Titel             | Höchstplatzierung, Gesamtwochen, AuszeichnungChartplatzierungen (Jahr, Titel, , Platzierungen, Wochen, Auszeichnungen, Anmerkungen) | Höchstplatzierung, Gesamtwochen, AuszeichnungChartplatzierungen (Jahr, Titel, , Platzierungen, Wochen, Auszeichnungen, Anmerkungen) | Höchstplatzierung, Gesamtwochen, AuszeichnungChartplatzierungen (Jahr, Titel, , Platzierungen, Wochen, Auszeichnungen, Anmerkungen) | Höchstplatzierung, Gesamtwochen, AuszeichnungChartplatzierungen (Jahr, Titel, , Platzierungen, Wochen, Auszeichnungen, Anmerkungen) | Höchstplatzierung, Gesamtwochen, AuszeichnungChartplatzierungen (Jahr, Titel, , Platzierungen, Wochen, Auszeichnungen, Anmerkungen) | Anmerkungen                             |
| Jahr | Titel             | DE | AT | CH | UK | US | Anmerkungen                             |
| ---- | ----------------- | --- | --- | --- | --- | --- | --------------------------------------- |
| 1996 | Firestarter       | DE6 (21 Wo.)DE | AT8 (12 Wo.)AT | CH11 (20 Wo.)CH | UK1 ×2Doppelplatin · (62 Wo.)UK | US30 Gold · (20 Wo.)US | Erstveröffentlichung: 18. März 1996     |
| 1996 | Breathe           | DE8 Gold · (21 Wo.)DE | AT6 (16 Wo.)AT | CH5 (19 Wo.)CH | UK1 ×2Doppelplatin · (27 Wo.)UK | — | Erstveröffentlichung: 11. November 1996 |
| 1997 | Smack My Bitch Up | DE51 (7 Wo.)DE | — | — | UK8 Platin · (16 Wo.)UK | US89 (7 Wo.)US | Erstveröffentlichung: 17. November 1997 |

## Rezeption

### Kontroverse
Das Album verursachte besonders in Großbritannien kontroverse Diskussionen. Das Video der ersten Single Firestarter sorgte wegen angeblich erschreckender Selbstdarstellung des Sängers Keith Flint für Aufsehen und zahlreiche Menschen empfanden das Lied Smack My Bitch Up als frauenfeindlich. Die Band bezeichnet das Video als Parodie auf die Gangsta-Rap-Szene. Auf dem Musiksender MTV durfte das Video wegen expliziter Inhalte nur im Nachtprogramm gesendet werden.

### Nachwirkungen
Der Titel Mindfields erschien später auf dem Soundtrack zum Film Matrix. Smack My Bitch Up wurde sowohl bei 3 Engel für Charlie als auch bei Hautnah verwendet. Firestarter wurde in 3 Engel für Charlie – Volle Power verwendet. Der Titel Funky Shit erschien später auf dem Soundtrack zum Film Event Horizon (Trailer und Abspann).

### Bestenlisten
1998 wählten die Leser des britischen Q-Magazins das Album auf Platz neun der besten Alben aller Zeiten.

### Preise
1998 war The Fat of the Land für den Grammy Award for Best Alternative Music Album nominiert.

## Kommerzieller Erfolg

### Chartplatzierungen
The Fat of the Land avancierte zum weltweiten Nummer-eins-Erfolg in 22 Ländern, darunter Australien, Deutschland, Finnland, Neuseeland, die Niederlande, Norwegen, Österreich, Schweden, die Schweiz, die Vereinigte Staaten oder auch dem Vereinigten Königreich.
Das Album ging als das am schnellsten verkaufte des Jahres 1997 in Großbritannien in das Guinness-Buch der Rekorde ein.
| ChartsChartplatzierungen       | Höchstplatzierung | Wochen |
| ------------------------------ | ----------------- | ------ |
| Deutschland (GfK)              | 1 (36 Wo.)        | 36     |
| Österreich (Ö3)                | 1 (16 Wo.)        | 16     |
| Schweiz (IFPI)                 | 1 (19 Wo.)        | 19     |
| Vereinigte Staaten (Billboard) | 1 (57 Wo.)        | 57     |
| Vereinigtes Königreich (OCC)   | 1 (77 Wo.)        | 77     |

| ChartsJahrescharts (1997) | Platzierung |
| ------------------------- | ----------- |
| Deutschland (GfK)         | 18          |
| Österreich (Ö3)           | 19          |
| Schweiz (IFPI)            | 29          |

### Auszeichnungen für Musikverkäufe
The Fat of the Land erhielt weltweit sieben Mal Gold und 20 Platin-Schallplatten für über 4,9 Millionen verkaufte Einheiten, darunter eine Goldene Schallplatte für über 250.000 verkaufte Einheiten in Deutschland.
| Land/Region                  | Auszeichnungen für Musikverkäufe (Land/Region, Auszeichnung, Verkäufe) | Verkäufe    |
| ---------------------------- | ---------------------------------------------------------------------- | ----------- |
| Australien (ARIA)            | 2× Platin                                                              | 140.000     |
| Belgien (BRMA)               | Platin                                                                 | 50.000      |
| Deutschland (BVMI)           | Gold                                                                   | 250.000     |
| Europa (IFPI)                | 2× Platin                                                              | (2.000.000) |
| Finnland (IFPI)              | Platin                                                                 | 42.426      |
| Frankreich (SNEP)            | 2× Gold                                                                | 200.000     |
| Italien (FIMI)               | Gold                                                                   | 50.000      |
| Japan (RIAJ)                 | Platin                                                                 | 200.000     |
| Kanada (MC)                  | 3× Platin                                                              | 300.000     |
| Neuseeland (RMNZ)            | Platin                                                                 | 15.000      |
| Niederlande (NVPI)           | Platin                                                                 | 100.000     |
| Österreich (IFPI)            | Gold                                                                   | 25.000      |
| Polen (ZPAV)                 | Gold                                                                   | 25.000      |
| Schweden (IFPI)              | Platin                                                                 | 80.000      |
| Schweiz (IFPI)               | Gold                                                                   | 15.000      |
| Vereinigte Staaten (RIAA)    | 2× Platin                                                              | 2.000.000   |
| Vereinigtes Königreich (BPI) | 5× Platin                                                              | 1.500.000   |
| Insgesamt                    | 7× Gold · 20× Platin ·                                                 | 4.992.426   |